# The Lords of Midnight
The Lords of Midnight je počítačová hra napsaná Mikem Singletonem pro ZX Spectrum. Jedná se o na svou dobu převratnou kombinaci strategické, taktické a RPG hry.
Hráč hraje nejprve za čtyři postavy s armádami, později může verbovat další postavy i armády. Úkolem je zlomit moc zlých Doomdarků buď dobytím jejich Citadely Ushgarak, nebo zlomením Ledové koruny, zdroje jejich moci.
I přesto, že autor měl k dispozici pouze relativně pomalý počítač s pouhými 48 kB paměti včetně videoRAM, udivuje hra grafikou s pseudo-3D výhledem, rozsáhlostí krajiny, i množstvím postav s různými vzájemnými vztahy.
Hra se stala kultovní záležitostí a později kolem ní vznikla i komunita na internetu. Byla portována či emulována na řadu dalších počítačů.
Po úspěchu hry bylo pro ZX Spectrum vydáno i pokračování této hry – Doomdark's Revenge.